# 2011 no cinema
O ano de 2011 no cinema foi marcado pelo lançamento de novas produções, assim como sequências e remakes de filmes ou livros. Esta lista mostra os títulos que tiveram sua estreia no dito ano.

## Maiores bilheterias de 2011
Os 10 filmes mais lançados em 2011 por arrecadação mundial são os seguintes:
| Ranque | Título                                        | Distribuidor | Bilheteria global |
| ------ | --------------------------------------------- | ------------ | ----------------- |
| 1      | Harry Potter and the Deathly Hallows – Part 2 | Warner Bros. | US$ 1,341,511,219 |
| 2      | Transformers: Dark of the Moon                | Paramount    | US$ 1,123,794,079 |
| 3      | Pirates of the Caribbean: On Stranger Tides   | Disney       | US$ 1,045,713,802 |
| 4      | The Twilight Saga: Breaking Dawn – Part 1     | Summit       | US$ 712,205,856   |
| 5      | Mission: Impossible – Ghost Protocol          | Paramount    | US$ 694,713,380   |
| 6      | Kung Fu Panda 2                               | Paramount    | US$ 665,692,281   |
| 7      | Fast Five                                     | Universal    | US$ 626,137,675   |
| 8      | The Hangover Part II                          | Warner Bros. | US$ 586,764,305   |
| 9      | The Smurfs                                    | Sony         | US$ 563,749,323   |
| 10     | Cars 2                                        | Disney       | US$ 559,852,396   |

## Premiações
- Prêmios Globo de Ouro de 2011
- Oscar 2011
- BAFTA 2011
- Critics' Choice Awards de 2011

## Janeiro - Março
| Estreia           | Estreia | Título                              | Estúdio                                   | Elenco & Produção | Ref.   |
| ----------------- | ------- | ----------------------------------- | ----------------------------------------- | --- | ------ |
| J A N E I R O     | 8       | Season of the Witch                 | Rogue Pictures                            | Dominic Sena (diretor); Bragi Schut (adaptação); Nicolas Cage, Ron Perlman, Stephen Campbell Moore, Claire Foy, Christopher Lee | [ 2 ]  |
| J A N E I R O     | 8       | Country Strong                      | Screen Gems                               | Shana Feste (diretor/adaptação); Gwyneth Paltrow, Tim McGraw, Leighton Meester, Garrett Hedlund | [ 3 ]  |
| J A N E I R O     | 14      | The Dilemma                         | Universal Pictures                        | Ron Howard (diretor); Allan Loeb (adaptação); Vince Vaughn, Kevin James | [ 4 ]  |
| J A N E I R O     | 14      | The Green Hornet                    | Columbia Pictures                         | Michel Gondry (diretor); Evan Goldberg, Seth Rogen (adaptação); Seth Rogen, Christoph Waltz, Jay Chou, Cameron Diaz | [ 5 ]  |
| J A N E I R O     | 14      | Barney's Version                    | Sony Pictures Classics                    | Richard J. Lewis (diretor); Michael Konyves (adaptação); Paul Giamatti, Dustin Hoffman, Minnie Driver, Rosamund Pike, Rachelle Lefevre, Scott Speedman                                                                                     | [ 6 ]  |
| J A N E I R O     | 14      | The Heart Specialist                | Freestyle Releasing                       | Dennis Cooper (diretor/adaptação); Zoe Saldana, Wood Harris, Method Man | [ 7 ]  |
| J A N E I R O     | 21      | No Strings Attached                 | Paramount Pictures                        | Ivan Reitman (diretor); Elizabeth Meriwether (adaptação); Ashton Kutcher, Natalie Portman, Cary Elwes, Kevin Kline | [ 8 ]  |
| J A N E I R O     | 21      | The Way Back                        | Newmarket Films                           | Peter Weir (diretor/adaptação); Jim Sturgess, Colin Farrell, Ed Harris, Saoirse Ronan | [ 9 ]  |
| J A N E I R O     | 21      | The Company Men                     | The Weinstein Company                     | John Wells (diretor/adaptação); Ben Affleck, Tommy Lee Jones, Chris Cooper, Kevin Costner, Maria Bello, Craig T. Nelson | [ 10 ] |
| J A N E I R O     | 23      | Mean Girls 2                        | Paramount Pictures                        | Mark Waters (diretor); Lorne Michaels (adaptação); Meaghan Martin, Jennifer Stone, Maiara Walsh, Nicole Anderson, Claire Holt, Diego Boneta                                                                                                | [ 11 ] |
| J A N E I R O     | 28      | The Mechanic (2011)                 | CBS Films                                 | Simon West (diretor); Richard Wenk, Lewis John Carlino (adaptação); Jason Statham, Ben Foster, Donald Sutherland, Tony Goldwyn | [ 12 ] |
| J A N E I R O     | 28      | The Rite                            | New Line Cinema                           | Mikael Håfström (diretor); Michael Petroni (adaptação); Anthony Hopkins, Alice Braga, Ciaran Hinds, Toby Jones | [ 13 ] |
| J A N E I R O     | 28      | From Prada to Nada                  | Lionsgate                                 | Angel Gracia (diretor); Fina Torres, Luis Alfaro (adaptação); Camilla Belle, Alexa Vega, Adriana Barraza | [ 14 ] |
| F E V E R E I R O | 4       | The Roommate                        | Screen Gems                               | Christian E. Christiansen (diretor); Cam Gigandet, Leighton Meester, Minka Kelly, Alyson Michalka, Matt Lanter, Frances Fisher | [ 15 ] |
| F E V E R E I R O | 4       | Sanctum                             | Universal Pictures                        | Alister Grierson (diretor); Andrew Wight, John Garvin (roteiro); Richard Roxburgh, Rhys Wakefield, Christopher Baker | [ 16 ] |
| F E V E R E I R O | 11      | The Eagle                           | Focus Features                            | Kevin MacDonald (diretor); Jeremy Brock (roteiro); Channing Tatum, Jamie Bell, Donald Sutherland, Mark Strong | [ 17 ] |
| F E V E R E I R O | 11      | Gnomeo and Juliet                   | Touchstone Pictures                       | Kelly Asbury (diretor); Rob Sprackling, John R. Smith, Kevin Cecil, Andy Riley, Mark Burton (roteiro); James McAvoy, Emily Blunt, Jason Statham, Ashley Jensen, Michael Caine, Patrick Stewart, Matt Lucas, Stephen Merchant, Jim Cummings | [ 18 ] |
| F E V E R E I R O | 11      | Just Go with It                     | Columbia Pictures                         | Dennis Dugan (diretor); Allan Loeb, Tim Dowling (roteiro); Adam Sandler, Jennifer Aniston, Nicole Kidman, Brooklyn Decker, Nick Swardson, Dave Matthews                                                                                    | [ 19 ] |
| F E V E R E I R O | 11      | Justin Bieber: Never Say Never      | Paramount Pictures / MTV Films            | Jon Chu (diretor); Justin Bieber, Usher, Jaden Smith | [ 20 ] |
| F E V E R E I R O | 11      | Cedar Rapids                        | Fox Searchlight Pictures                  | Miguel Arteta (diretor); Phil Johnston (roteiro); Ed Helms, John C. Reilly, Anne Heche, Sigourney Weaver, Isiah Whitlock Jr. | [ 21 ] |
| F E V E R E I R O | 18      | Big Mommas: Like Father, Like Son   | 20th Century Fox                          | John Whitesell (diretor); Matthew Fogel, Randi Mayem Singer (roteiro); Martin Lawrence, Brandon T. Jackson, Jessica Lucas, Faizon Love, Portia Doubleday, Michelle Ang                                                                     | [ 22 ] |
| F E V E R E I R O | 18      | I Am Number Four                    | DreamWorks Pictures / Touchstone Pictures | D. J. Caruso (diretor); Al Gough, Miles Millar (roteiro); Alex Pettyfer, Timothy Olyphant, Dianna Agron, Teresa Palmer, Kevin Durand, Jake Abel, Callan McAuliffe                                                                          | [ 23 ] |
| F E V E R E I R O | 18      | Unknown                             | Warner Bros.                              | Jaume Collet-Serra (diretor); Oliver Butcher, Stephen Cornwell, Karl Gadjusek (roteiro); Liam Neeson, Diane Kruger, January Jones | [ 24 ] |
| F E V E R E I R O | 25      | Drive Angry 3D                      | Summit Entertainment                      | Patrick Lussier (diretor); Nicolas Cage, Amber Heard, David Morse | [ 25 ] |
| F E V E R E I R O | 25      | Hall Pass                           | New Line Cinema                           | Bobby Farrelly, Peter Farrelly (diretores/roteiro); Owen Wilson, Jason Sudeikis, Jenna Fischer, Christina Applegate, Alyssa Milano, Joy Behar, Stephen Merchant, J.B. Smoove, Richard Jenkins, Alexandra Daddario                          | [ 26 ] |
| M A R Ç O         | 4       | The Adjustment Bureau               | Universal Pictures                        | George Nolfi (diretor/roteiro); Matt Damon, Emily Blunt, Anthony Mackie, Terence Stamp, Shohreh Aghdashloo | [ 27 ] |
| M A R Ç O         | 4       | Beastly                             | CBS Films                                 | Daniel Barnz (diretor/roteiro); Alex Pettyfer, Vanessa Hudgens, Mary-Kate Olsen, Neil Patrick Harris, Peter Krause | [ 28 ] |
| M A R Ç O         | 4       | Rango                               | Paramount Pictures / Nickelodeon Movies   | Gore Verbinski (diretor); Johnny Depp, Abigail Breslin, Isla Fisher, Alfred Molina, Ray Winstone, Harry Dean Stanton, Ned Beatty, Alanna Ubach                                                                                             | [ 29 ] |
| M A R Ç O         | 4       | Take Me Home Tonight                | Rogue Pictures                            | Michael Dowse (diretor); Jackie Filgo, Jeff Filgo (roteiro); Topher Grace, Teresa Palmer, Anna Faris, Dan Fogler, Michelle Trachtenberg | [ 30 ] |
| M A R Ç O         | 11      | Battle: Los Angeles                 | Columbia Pictures                         | Jonathan Liebesman (diretor); Aaron Eckhart, Michelle Rodriguez, Michael Pena, Bridget Moynahan, Adetokumboh M'Cormack | [ 31 ] |
| M A R Ç O         | 11      | Mars Needs Moms                     | Walt Disney Pictures                      | Simon Wells (diretor); Seth Green, Mindy Sterling, Dan Fogler, Joan Cusack | [ 32 ] |
| M A R Ç O         | 11      | Red Riding Hood                     | Warner Bros.                              | Catherine Hardwicke (diretor); Amanda Seyfried, Shiloh Fernandez, Max Irons, Julie Christie, Gary Oldman | [ 33 ] |
| M A R Ç O         | 11      | Elektra Luxx                        | Screen Media Films                        | Sebastian Gutierrez (diretor/roteiro); Carla Gugino, Timothy Olyphant, Alicia Silverstone, Justin Kirk | [ 34 ] |
| M A R Ç O         | 11      | Kill the Irishman                   | Anchor Bay Entertainment                  | Jonathan Hensleigh (diretor); Ray Stevenson, Val Kilmer, Christopher Walken, Vincent D'Onofrio | [ 35 ] |
| M A R Ç O         | 11      | Jane Eyre                           | Focus Features                            | Cary Fukunaga (diretor); Mia Wasikowska, Michael Fassbender, Jamie Bell, Judi Dench | [ 36 ] |
| M A R Ç O         | 18      | Limitless                           | Rogue Pictures                            | Neil Burger (diretor); Leslie Dixon (roteiro); Bradley Cooper, Robert De Niro, Abbie Cornish | [ 37 ] |
| M A R Ç O         | 18      | The Lincoln Lawyer                  | Lionsgate                                 | Brad Furman (diretor); John Romano (roteiro); Matthew McConaughey, Marisa Tomei, Josh Lucas, John Leguizamo, Michael Pena, Ryan Phillipe, William H. Macy                                                                                  | [ 38 ] |
| M A R Ç O         | 18      | Paul                                | Universal Pictures                        | Greg Mottola (diretor); Nick Frost, Simon Pegg (roteiro); Nick Frost, Simon Pegg, Seth Rogen, Bill Hader, Kristen Wig, Jason Bateman, Sigourney Weaver, Jane Lynch, Jeffrey Tambor                                                         | [ 39 ] |
| M A R Ç O         | 18      | Win Win                             | Fox Searchlight Pictures                  | Thomas McCarthy (diretor/roteiro); Paul Giamatti, Amy Ryan, Bobby Cannavale, Melanie Lynskey, Burt Young, Jeffrey Tambor, Alex Shafer | [ 40 ] |
| M A R Ç O         | 25      | Diary of a Wimpy Kid: Rodrick Rules | 20th Century Fox                          | David Bowers (diretor); Jeff Filgo, Jackie Filgo, Jeff Judah, Gabe Sachs (roteiro); Zachary Gordon, Robert Capron, Rachael Harris, Devon Bostick, Peyton R. List, Steve Zahn                                                               | [ 41 ] |
| M A R Ç O         | 25      | The Lion of Judah                   | Animated Family Films                     | Deryck Broom, Roger Hawkins (diretores); Brent Dawes (roteiro); Michael Madsen, Ernest Borgnine, Scott Eastwood | [ 42 ] |
| M A R Ç O         | 25      | Sucker Punch                        | Warner Bros.                              | Zack Snyder (diretor); Emily Browning, Abbie Cornish, Jamie Chung, Jena Malone, Vanessa Hudgens, Carla Gugino, Scott Glenn, Jon Hamm, Oscar Isaac                                                                                          | [ 43 ] |

## Abril – Junho
| Estreia   | Estreia | Título                                      | Estúdio                                        | Elenco & Produção | Ref.   |
| --------- | ------- | ------------------------------------------- | ---------------------------------------------- | --- | ------ |
| A B R I L | 1       | Hop                                         | Universal Pictures                             | Tim Hill (diretor); Cinco Paul, Ken Daurio, Brian Lynch (roteiro); Russell Brand, James Marsden, Kaley Cuoco, Elizabeth Perkins, Hank Azaria, Gary Cole, David Hasselhoff, Chelsea Handler, Hugh Laurie | [ 44 ] |
| A B R I L | 1       | Insidious                                   | FilmDistrict                                   | James Wan (diretor); Leigh Whannell (roteiro); Patrick Wilson, Rose Byrne, Barbara Hershey | [ 45 ] |
| A B R I L | 1       | Mother's Day                                | Gigapix Releasing                              | Darren Lynn Bousman (diretor); Scott Milam (roteiro); Jamie King, Alexa Vega, Shawn Ashmore, Lyriq Bent | [ 46 ] |
| A B R I L | 1       | Queen to Play                               | StudioCanal                                    | Caroline Bottaro (diretor/roteiro); Kevin Kline, Sandrine Bonnaire, Jennifer Beals | [ 47 ] |
| A B R I L | 1       | Source Code                                 | Summit Entertainment                           | Duncan Jones (diretor); Ben Ripley (roteiro); Jake Gyllenhaal, Michelle Monaghan, Vera Farmiga, Jeffrey Wright | [ 48 ] |
| A B R I L | 8       | Arthur                                      | Warner Bros.                                   | Jason Winer (diretor); Russell Brand, Peter Baynham (roteiro); Russell Brand, Helen Mirren, Jennifer Garner | [ 49 ] |
| A B R I L | 8       | Born to be Wild                             | Warner Bros.                                   | David Lickley (diretor); Morgan Freeman | [ 50 ] |
| A B R I L | 8       | Hanna                                       | Focus Features                                 | Joe Wright (diretor); Seth Lochhead, David Farr (roteiro); Saoirse Ronan, Cate Blanchett, Eric Bana | [ 51 ] |
| A B R I L | 8       | Soul Surfer                                 | TriStar Pictures                               | Sean McNamara (diretor); Sean McNamara, Michael Berk, Douglas Schwartz (roteiro); Dennis Quaid, AnnaSophia Robb, Helen Hunt, Carrie Underwood | [ 52 ] |
| A B R I L | 8       | Your Highness                               | Universal Pictures                             | David Gordon Green (diretor); Danny R. McBride, James Franco, Natalie Portman, Zooey Deschanel, Justin Theroux, Michael Clarke Duncan | [ 53 ] |
| A B R I L | 15      | Atlas Shrugged Part 1                       | Rocky Mountain Pictures                        | Paul Johansson (diretor); Brian Patrick O'Toole (roteiro); Taylor Schilling, Grant Bowler | [ 54 ] |
| A B R I L | 15      | The Conspirator                             | Roadside Attractions                           | Robert Redford (diretor); James Solomon (roteiro); James McAvoy, Robin Wright, Justin Long, Tom Wilkinson, Evan Rachel Wood, Kevin Kline, Alexis Bledel, Danny Huston, Johnny Simmons, Stephen Root | [ 55 ] |
| A B R I L | 15      | Rio                                         | 20th Century Fox / Blue Sky Studios            | Carlos Saldanha (diretor); Jesse Eisenberg, Anne Hathaway, George Lopez, Tracy Morgan, Jemaine Clement, Leslie Mann, Will.i.am, Jamie Foxx | [ 56 ] |
| A B R I L | 15      | Scream 4                                    | Dimension Films                                | Wes Craven (diretor); Kevin Williamson (roteiro); Neve Campbell, Courteney Cox, David Arquette, Emma Roberts, Hayden Panettiere, Rory Culkin, Nico Tortorella, Anna Paquin, Kristen Bell, Anthony Anderson, Mary McDonnell | [ 57 ] |
| A B R I L | 22      | African Cats                                | Disneynature                                   | Alastair Fothergill, Keith Scholey (diretores) | [ 58 ] |
| A B R I L | 22      | Apollo 18                                   | The Weinstein Company                          | Gonzalo Lopez-Gallego (diretor); Brian Miller (roteiro) | [ 59 ] |
| A B R I L | 22      | Born to Be a Star                           | Columbia Pictures                              | Tom Brady (diretor); Nick Swardson, Christina Ricci, Stephen Dorff | [ 60 ] |
| A B R I L | 22      | Haywire                                     | Overture Films / Lionsgate                     | Steven Soderbergh (diretor); Lem Dobbs (roteiro); Antonio Banderas, Michael Douglas, Gina Carano, Bill Paxton, Ewan McGregor, Channing Tatum | [ 61 ] |
| A B R I L | 22      | Tyler Perry's Madea's Big Happy Family      | Lionsgate                                      | Tyler Perry (diretor/roteiro); Tyler Perry, Loretta Devine, Bow Wow, Lauren London, Isaiah Mustafa | [ 62 ] |
| A B R I L | 22      | Water for Elephants                         | 20th Century Fox                               | Francis Lawrence (diretor); Richard LaGravenese (roteiro); Robert Pattinson, Reese Witherspoon, Christoph Waltz | [ 63 ] |
| A B R I L | 29      | Fast Five                                   | Universal Pictures                             | Justin Lin (diretor); Vin Diesel, Paul Walker, Jordana Brewster, Dwayne Johnson, Tyrese Gibson, Ludacris, Sung Kang, Gal Gadot, Matt Schulze, Tego Calderón, Don Omar, Elsa Pataky, Joaquim de Almeida | [ 64 ] |
| A B R I L | 29      | Hoodwinked Too! Hood vs. Evil               | The Weinstein Company                          | Michael D'Isa-Hogan (diretor); Cory Edwards, Todd Edwards, Tony Leech (roteiro); Hayden Panettiere, Glenn Close, Patrick Warburton | [ 65 ] |
| A B R I L | 29      | Prom                                        | Walt Disney Pictures                           | Joe Nussbaum (diretor); Katie Wech (roteiro); Danielle Campbell, Aimee Teegarden, Nicholas Braun | [ 66 ] |
| M A I O   | 6       | Jumping the Broom                           | TriStar Pictures                               | Salim Akil (diretor); Arlene Gibbs, Elizabeth Hunter (roteiro); Angela Bassett, Mike Epps, Paula Patton | [ 67 ] |
| M A I O   | 6       | Something Borrowed                          | Warner Bros.                                   | Luke Greenfield (diretor); Ginnifer Goodwin, Kate Hudson, John Krasinski, Colin Egglesfield, Steve Howey | [ 68 ] |
| M A I O   | 6       | Thor                                        | Paramount Pictures / Marvel Studios            | Kenneth Branagh (diretor); Mark Protosevich (roteiro); Chris Hemsworth, Tom Hiddleston, Natalie Portman, Anthony Hopkins, Stellan Skarsgård, Jaimie Alexander, Colm Feore, Joshua Dallas, Tadanobu Asano, Ray Stevenson, Idris Elba, Rene Russo, Kat Dennings, Samuel L. Jackson                                                                           | [ 69 ] |
| M A I O   | 13      | Bridesmaids                                 | Universal Pictures                             | Paul Feig (diretor); Kristen Wiig, Jon Hamm, Maya Rudolph | [ 70 ] |
| M A I O   | 13      | Priest                                      | Screen Gems                                    | Scott Stewart (diretor); Paul Bettany, Cam Gigandet, Karl Urban | [ 71 ] |
| M A I O   | 20      | The Beaver                                  | Summit Entertainment                           | Jodie Foster (diretor); Kyle Killen (roteiro); Mel Gibson, Jodie Foster, Anton Yelchin | [ 72 ] |
| M A I O   | 20      | Pirates of the Caribbean: On Stranger Tides | Walt Disney Pictures                           | Rob Marshall (diretor); Johnny Depp, Geoffrey Rush, Ian McShane, Penélope Cruz, Kevin McNally, Stephen Graham, Sam Claflin, Astrid Bergès-Frisbey | [ 73 ] |
| M A I O   | 26      | The Hangover: Part II                       | Warner Bros.                                   | Todd Phillips (diretor); Bradley Cooper, Ed Helms, Zach Galifianakis, Justin Bartha, Liam Neeson, Jamie Chung, Mike Tyson, Bill Clinton | [ 74 ] |
| M A I O   | 26      | Kung Fu Panda 2                             | Paramount Pictures / DreamWorks Animation      | Jennifer Yuh Nelson (diretor); Jack Black, Angelina Jolie, Dustin Hoffman, Jackie Chan, Seth Rogen, Lucy Liu, David Cross, Gary Oldman, Michelle Yeoh | [ 75 ] |
| M A I O   | 27      | The Tree of Life                            | Fox Searchlight Pictures                       | Terrence Malick (diretor/roteiro); Brad Pitt, Sean Penn, Jessica Chastain, Fiona Shaw, Joanna Going, Hunter McCracken | [ 76 ] |
| J U N H O | 3       | Beginners                                   | Focus Features                                 | Mike Mills (diretor/roteiro); Ewan McGregor, Christopher Plummer, Mélanie Laurent, Goran Višnjić | [ 77 ] |
| J U N H O | 3       | X-Men: First Class                          | 20th Century Fox / Marvel Studios              | Matthew Vaughn (diretor); James McAvoy, Michael Fassbender, Kevin Bacon, Rose Byrne, January Jones, Nicholas Hoult, Jennifer Lawrence, Oliver Platt, Zoë Kravitz, Caleb Landry Jones, Lucas Till, Edi Gathegi, Jason Flemyng, Bill Milner, Morgan Lily | [ 78 ] |
| J U N H O | 10      | Judy Moody and the NOT Bummer Summer        | Relativity Media                               | John Schultz (diretor); Kathy Waugh, Megan McDonald (roteiro); Jordana Beatty, Heather Graham, Parris Mosteller | [ 79 ] |
| J U N H O | 10      | Super 8                                     | Paramount Pictures / Bad Robot                 | J. J. Abrams (diretor/roteiro); Elle Fanning, Kyle Chandler, Amanda Michalka | [ 80 ] |
| J U N H O | 17      | Green Lantern                               | Warner Bros.                                   | Martin Campbell (diretor); Ryan Reynolds, Blake Lively, Peter Sarsgaard, Mark Strong, Tim Robbins | [ 81 ] |
| J U N H O | 17      | Mr. Popper's Penguins                       | 20th Century Fox                               | Mark Waters (diretor); Sean Anders, John Morris (roteiro); Jim Carrey, Carla Gugino, Philip Baker Hall, Angela Lansbury | [ 82 ] |
| J U N H O | 24      | Bad Teacher                                 | Columbia Pictures                              | Jake Kasdan (diretor); Lee Eisenberg, Gene Stupnitsky (roteiro); Cameron Diaz, Jason Segel, Justin Timberlake, Lucy Punch, John Michael Higgins | [ 83 ] |
| J U N H O | 24      | Carros 2                                    | Walt Disney Pictures / Pixar Animation Studios | John Lasseter, Brad Lewis (diretores); Owen Wilson, Larry the Cable Guy, Tony Shalhoub, Guido Quaroni, Paul Dooley, John Ratzenberger, Bonnie Hunt, Cheech Marin, Jenifer Lewis, Michael Wallis, Michael Caine, Emily Mortimer, Jason Isaacs, Thomas Kretschmann, Joe Mantegna, Peter Jacobson, John Turturro, Franco Nero, Vanessa Redgrave, Eddie Izzard | [ 84 ] |

## Julho – Setembro
| Estreia         | Estreia | Título                                        | Estúdio                                                       | Elenco & Produção | Ref.    |
| --------------- | ------- | --------------------------------------------- | ------------------------------------------------------------- | --- | ------- |
| J U L H O       | 1       | Larry Crowne                                  | Universal Pictures                                            | Tom Hanks (diretor); Tom Hanks, Nia Vardalos (roteiro); Tom Hanks, Julia Roberts, Bryan Cranston | [ 85 ]  |
| J U L H O       | 1       | Monte Carlo                                   | 20th Century Fox                                              | Tom Bezucha (diretor); Tom Bezucha, Maria Maggenti, April Blair (roteiro); Selena Gomez, Leighton Meester, Katie Cassidy, Andie MacDowell | [ 86 ]  |
| J U L H O       | 1       | Transformers: Dark of the Moon                | Paramount Pictures / DW Studios                               | Michael Bay (diretor); Ehren Kruger (roteiro); Shia LaBeouf, Rosie Huntington-Whiteley, Ramón Rodríguez, John Turturro, Kevin Dunn, Julie White, Frances McDormand, John Malkovich, Tyrese Gibson, Patrick Dempsey, Josh Duhamel, Alan Tudyk, Kym Whitley, Voices of Peter Cullen, Mark Ryan, James Avery, Hugo Weaving, Jess Harnell, Robert Foxworth, Andre Sogliuzzo, Tom Kenny, Reno Wilson, Charlie Adler, Bill Fagerbakke, Frank Welker, J. B. Blanc, Robin Atkin Downes | [ 87 ]  |
| J U L H O       | 8       | One Day                                       | Focus Features                                                | Lone Scherfig (diretor); David Nicholls (roteiro); Anne Hathaway, Jim Sturgess | [ 88 ]  |
| J U L H O       | 8       | One for the Money                             | Lionsgate                                                     | Julie Anne Robinson (diretor); Karen McCullah Lutz, Kirsten Smith, Liz Brixius (roteiro); Katherine Heigl, Daniel Sunjata, Jason O'Mara | [ 89 ]  |
| J U L H O       | 8       | Zookeeper                                     | Columbia Pictures / MGM                                       | Frank Coraci (diretor); Kevin James, Rosario Dawson, Leslie Bibb, Adam Sandler, Cher, Jon Favreau, Sylvester Stallone, Judd Apatow, Jim Breuer, Faizon Love, Bas Rutten, Donnie Wahlberg, Ken Jeong | [ 90 ]  |
| J U L H O       | 15      | Harry Potter and the Deathly Hallows – Part 2 | Warner Bros.                                                  | David Yates (diretor); Daniel Radcliffe, Rupert Grint, Emma Watson, Helena Bonham Carter, Robbie Coltrane, Warwick Davis, Tom Felton, Ralph Fiennes, Michael Gambon, Ciaran Hinds, John Hurt, Jason Isaacs, Matthew Lewis, Evanna Lynch, Kelly MacDonald, Miriam Margolyes, Helen McCrory, Gary Oldman, Alan Rickman, Maggie Smith, Natalia Tena, David Thewlis, Emma Thompson, Julie Walters, Mark Williams, Bonnie Wright                                                    | [ 91 ]  |
| J U L H O       | 15      | Winnie the Pooh                               | Walt Disney Pictures                                          | Don Hall (diretores); Jim Cummings, Tom Kenny, Craig Ferguson, Travis Oates, Bud Luckey, John Cleese | [ 92 ]  |
| J U L H O       | 22      | Captain America: The First Avenger            | Paramount Pictures / Marvel Studios                           | Joe Johnston (diretor); Chris Evans, Hayley Atwell, Hugo Weaving, Samuel L. Jackson, Sebastian Stan, Toby Jones, Dominic Cooper, Tommy Lee Jones, Neal McDonough, Stanley Tucci | [ 93 ]  |
| J U L H O       | 22      | Friends With Benefits                         | Screen Gems                                                   | Will Gluck (diretor); Justin Timberlake, Mila Kunis, Woody Harrelson, Patricia Clarkson, Richard Jenkins, Emma Stone | [ 94 ]  |
| J U L H O       | 29      | Cowboys & Aliens                              | Universal Pictures / DreamWorks Pictures / Paramount Pictures | Jon Favreau (diretor); Daniel Craig, Harrison Ford, Sam Rockwell, Olivia Wilde, Noah Ringer, Clancy Brown, Paul Dano, Keith Carradine, Adam Beach, Ana de la Reguera | [ 95 ]  |
| J U L H O       | 29      | Bully                                         | The Weinstein Company                                         | Lee Hirsch (diretor) |         |
| J U L H O       | 29      | Crazy Stupid Love                             | Warner Bros.                                                  | John Requa, Glenn Ficarra (diretores); Dan Fogelman (roteiro); Steve Carell, Julianne Moore, Ryan Gosling, Analeigh Tipton | [ 96 ]  |
| A G O S T O     | 3       | The Smurfs                                    | Columbia Pictures                                             | Raja Gosnell (diretor); Neil Patrick Harris, Jayma Mays, Hank Azaria, Jonathan Winters, Katy Perry, Alan Cumming, George Lopez, Anton Yelchin, Fred Armisen | [ 97 ]  |
| A G O S T O     | 5       | The Change-Up                                 | Universal Pictures                                            | David Dobkin (diretor); Ryan Reynolds, Jason Bateman, Leslie Mann, Olivia Wilde, TJ Hassan | [ 98 ]  |
| A G O S T O     | 5       | The Darkest Hour                              | Summit Entertainment                                          | Chris Gorak (diretor); Les Bohem, Jon Spaihts (roteiro); Emile Hirsch, Olivia Thirlby, Rachel Taylor | [ 99 ]  |
| A G O S T O     | 5       | The Sitter                                    | 20th Century Fox                                              | David Gordon Green (diretor); Brian Gatewood, Alessandro Tanaka (roteiro); Jonah Hill, Sam Rockwell, Ari Graynor, Max Records, Miriam McDonald, J.B. Smoove, D. W. Moffett | [ 100 ] |
| A G O S T O     | 12      | Don't Be Afraid of the Dark                   | FilmDistrict                                                  | Troy Nixey (diretor); Guillermo del Toro, Matthew Robbins (roteiro); Katie Holmes, Guy Pearce, Bailee Madison, Jack Thompson | [ 101 ] |
| A G O S T O     | 12      | The Help                                      | DreamWorks Pictures / Touchstone Pictures                     | Tate Taylor (diretor/roteiro); Emma Stone, Bryce Dallas Howard, Allison Janney, Viola Davis | [ 102 ] |
| A G O S T O     | 12      | 30 Minutes or Less                            | Columbia Pictures / Paramount Pictures                        | Ruben Fleischer (diretor); Aziz Ansari, Danny McBride, Jesse Eisenberg, Michael Peña, Nick Swardson | [ 103 ] |
| A G O S T O     | 19      | Conan the Barbarian                           | Lionsgate                                                     | Marcus Nispel (diretor); Thomas Dean Donnelly, Joshua Oppenheimer, Sean Hood (roteiro); Jason Momoa, Ron Perlman, Stephen Lang, Rachel Nichols | [ 104 ] |
| A G O S T O     | 19      | Fright Night                                  | DreamWorks Pictures                                           | Craig Gillespie (diretor); Anton Yelchin, Colin Farrell, Toni Collette, David Tennant, Christopher Mintz-Plasse | [ 105 ] |
| A G O S T O     | 19      | Spy Kids 4: All the Time in the World 3D      | Walt Disney Pictures / Dimension Films / Miramax Films        | Robert Rodriguez (diretor); Jessica Alba, Daryl Sabara, Rowan Blanchard, Mason Cook, Joel McHale, Jeremy Piven, Antonio Banderas, Danny Trejo, Alexa Vega | [ 106 ] |
| A G O S T O     | 21      | Phineas and Ferb: Across the Second Dimension | Disney Channel Original Movies                                | Dan Povenmire, Robert F. Hughes (diretores); Vincent Martella, Thomas Sangster, Ashley Tisdale, Dan Povenmire, Dee Bradley Baker | [ 107 ] |
| A G O S T O     | 26      | Final Destination 5                           | New Line Cinema                                               | Stephen Quale (diretor); Nicholas D'Agosto, Emma Bell, David Koechner, Miles Fisher, P.J. Byrne, Arlen Escarpeta, Meghan Ory, Tony Todd, Ellen Wroe | [ 108 ] |
| A G O S T O     | 31      | The Debt                                      | Focus Features                                                | John Madden (diretor); Matthew Vaughn, Jane Goldman, Peter Straughan (roteiro); Sam Worthington, Helen Mirren, Ciaran Hinds, Tom Wilkinson, Jessica Chastain, Jesper Christensen, Marton Csokas | [ 109 ] |
| S E T E M B R O | 2       | Colombiana                                    | TriStar Pictures                                              | Olivier Megaton (diretor); Luc Besson, Robert Mark Kamen (roteiro); Zoe Saldana, Michael Vartan | [ 110 ] |
| S E T E M B R O | 2       | Untitled 3D Shark Thriller                    | Rogue Pictures                                                | David R. Ellis (diretor); Jesse Studenberg, Will Hayes (roteiro); Sara Paxton, Joel David Moore, Dustin Milligan | [ 111 ] |
| S E T E M B R O | 9       | The Apparition                                | Warner Bros.                                                  | Todd Lincoln (diretor); Ashley Greene, Sebastian Stan, Tom Felton, Julianna Guill, Luke Pasqualino, Suzanne Ford | [ 112 ] |
| S E T E M B R O | 9       | Warrior                                       | Lionsgate                                                     | Gavin O'Connor (diretor); Joel Edgerton, Tom Hardy, Jennifer Morrison, Nick Nolte, Frank Grillo | [ 113 ] |
| S E T E M B R O | 16      | Drive                                         | FilmDistrict                                                  | Nicolas Winding Refn (diretor); Hossein Amini, Nicolas Winding Refn (roteiro); Ryan Gosling, Carey Mulligan, Bryan Cranston, Ron Perlman | [ 114 ] |
| S E T E M B R O | 16      | Johnny English Reborn                         | Universal Pictures                                            | Oliver Parker (diretor); Hamish McColl, William Davies (roteiro); Rowan Atkinson, Rosamund Pike, Dominic West, Gillian Anderson | [ 115 ] |
| S E T E M B R O | 16      | Piranha 3DD                                   | Dimension Films                                               | John Gulager (diretor); Patrick Melton, Marcus Dunstan (roteiro) | [ 116 ] |
| S E T E M B R O | 16      | Straw Dogs                                    | Screen Gems                                                   | Rod Lurie (diretor); James Marsden, Kate Bosworth, Alexander Skarsgård, Dominic Purcell, Walton Goggins, James Woods, Willa Holland | [ 117 ] |
| S E T E M B R O | 23      | Abduction                                     | Lionsgate                                                     | John Singleton (diretor); Shawn Christensen, Jeffrey Nachmanoff (roteiro); Sigourney Weaver, Taylor Lautner, Lily Collins, Alfred Molina, Jason Isaacs, Maria Bello, Michael Nyqvist, Denzel Whitaker, Tim Griffin, Elisabeth Röhm | [ 118 ] |
| S E T E M B R O | 23      | Moneyball                                     | Columbia Pictures                                             | Bennett Miller (diretor); Aaron Sorkin, Steve Zaillian, Stan Chervin (roteiro); Brad Pitt, Jonah Hill, Robin Wright, Philip Seymour Hoffman, Stephen Bishop, Kathryn Morris, Chris Pratt | [ 119 ] |
| S E T E M B R O | 23      | Dolphin Tale                                  | Warner Bros.                                                  | Charles Martin Smith (diretor/roteiro); Karen Janszen, Noam Dromi, Jordan Roberts (roteiro); Harry Connick Jr., Ashley Judd, Morgan Freeman, Nathan Gamble, Kris Kristofferson | [ 120 ] |
| S E T E M B R O | 30      | Anonymous                                     | Columbia Pictures                                             | Roland Emmerich (diretor); John Orloff (roteiro); Vanessa Redgrave, David Thewlis, Rhys Ifans, Joely Richardson, Xavier Samuel, Sebastian Armesto, Rafe Spall, Edward Hogg, Jamie Campbell Bower, Derek Jacobi | [ 121 ] |
| S E T E M B R O | 30      | Courageous                                    | TriStar Pictures                                              | Alex Kendrick (diretor); Alex Kendrick, Stephen Kendrick (roteiro); Alex Kendrick, Kevin Downes, Ken Bevel, Ben Davies, Matt Hardwick | [ 122 ] |
| S E T E M B R O | 30      | Dream House                                   | Universal Pictures                                            | Jim Sheridan (diretor); David Loucka (roteiro); Daniel Craig, Rachel Weisz, Naomi Watts, Marton Csokas, Elias Koteas, Jane Alexander | [ 123 ] |
| S E T E M B R O | 30      | What's Your Number?                           | 20th Century Fox                                              | Mark Mylod (diretor); Jennifer Crittenden, Gabrielle Allan (roteiro); Anna Faris, Chris Evans, Zachary Quinto, Ari Graynor, Andy Samberg, Ed Begley, Jr., Thomas Lennon, Joel McHale, Dave Annable | [ 124 ] |

## Outubro - Dezembro
| Estreia         | Estreia | Título                                          | Estúdio                                   | Elenco & Produção | Ref.    |
| --------------- | ------- | ----------------------------------------------- | ----------------------------------------- | --- | ------- |
| O U T U B R O   | 7       | Real Steel                                      | DreamWorks Pictures / Touchstone Pictures | Shawn Levy (diretor); John Gatins (roteiro); Hugh Jackman, Kevin Durand, Evangeline Lilly, Anthony Mackie, Dakota Goyo | [ 125 ] |
| O U T U B R O   | 7       | Wanderlust                                      | Universal Pictures                        | David Wain (diretor/roteiro); Ken Marino (roteiro); Paul Rudd, Jennifer Aniston, Malin Akerman, Justin Theroux, Ken Marino, Lauren Ambrose, Joe Lo Truglio, Kerri Kenney, Kathryn Hahn, Ray Liotta, Alan Alda | [ 126 ] |
| O U T U B R O   | 14      | The Big Year                                    | 20th Century Fox                          | David Frankel (diretor); Howard Franklin (roteiro); Jack Black, Steve Martin, Owen Wilson, Rashida Jones, Angelica Huston, Jim Parsons, Rosamund Pike, JoBeth Williams, Brian Dennehy, Dianne Wiest, Anthony Anderson, Tim Blake Nelson, Kevin Pollak, Joel McHale | [ 127 ] |
| O U T U B R O   | 14      | Footloose                                       | Paramount Pictures                        | Craig Brewer (diretor/roteiro); Kenny Wormald, Julianne Hough, Dennis Quaid, Andie MacDowell, Miles Teller | [ 128 ] |
| O U T U B R O   | 14      | The Thing                                       | Universal Pictures                        | Matthijs van Heijningen (diretor); Ronald D. Moore, Eric Heisserer (roteiro); Mary Elizabeth Winstead, Adewale Akinnuoye-Agbaje, Joel Edgerton, Jonathan Lloyd Walker | [ 129 ] |
| O U T U B R O   | 14      | The Three Musketeers                            | Summit Entertainment                      | Paul W.S. Anderson (diretor); Andrew Davies, Alex Litvalk (roteiro); Logan Lerman, Matthew Macfadyen, Ray Stevenson, Luke Evans, Milla Jovovich, Christoph Waltz, Orlando Bloom, Mads Mikkelsen, James Corden | [ 130 ] |
| O U T U B R O   | 19      | Red State                                       | SModcast Pictures                         | Kevin Smith (diretor); Michael Parks, John Goodman, Melissa Leo, Stephen Root | [ 131 ] |
| O U T U B R O   | 21      | Contagion                                       | Warner Bros.                              | Steven Soderbergh (diretor); Scott Z. Burns (roteiro); Matt Damon, Kate Winslet, Jude Law, Gwyneth Paltrow, Marion Cotillard, Laurence Fishburne | [ 132 ] |
| O U T U B R O   | 21      | Paranormal Activity 3                           | Paramount Pictures                        | Oren Peli (diretor); Katie Featherston; Bobby Campo | [ 133 ] |
| O U T U B R O   | 28      | Dibbuk Box                                      | Lionsgate                                 | Ole Bornedal (diretor); Juliet Snowden, Stiles White (roteiro); Jeffrey Dean Morgan, Kyra Sedgwick | [ 134 ] |
| O U T U B R O   | 28      | In Time                                         | 20th Century Fox                          | Andrew Niccol (diretor/roteiro); Justin Timberlake, Amanda Seyfried, Cillian Murphy, Alex Pettyfer, Olivia Wilde, Vincent Kartheiser, Johnny Galecki, Matthew Bomer | [ 135 ] |
| N O V E M B R O | 4       | Puss in Boots                                   | Paramount Pictures / DreamWorks Animation | Chris Miller (diretor/roteiro); Tom Wheeler (roteiro); Antonio Banderas, Salma Hayek, Zach Galifianakis | [ 136 ] |
| N O V E M B R O | 4       | Tower Heist                                     | Universal Pictures                        | Brett Ratner (diretor); Adam Cooper, Bill Collage, Russell Gewirtz, Rawson Marshall Thurber, Ted Griffin, Leslie Dixon, Noah Baumbach, Jeff Nathanson (roteiro); Ben Stiller, Eddie Murphy, Matthew Broderick, Alan Alda, Casey Affleck, Téa Leoni, Stephen Henderson, Judd Hirsch, Gabourey Sidibe, Michael Pena | [ 137 ] |
| N O V E M B R O | 11      | Immortals                                       | Relativity Media                          | Tarsem Singh (diretor); Jason Keller, Christian Gudegast, Charlie Parlapanides, Vlas Parlapanides (roteiro); Henry Cavill, Stephen Dorff, Luke Evans, Kellan Lutz, Joseph Morgan, Freida Pinto, John Hurt, Isabel Lucas, Mickey Rourke | [ 138 ] |
| N O V E M B R O | 11      | Jack and Jill                                   | Columbia Pictures                         | Dennis Dugan (diretor); Steve Koren (roteiro); Adam Sandler, Katie Holmes | [ 139 ] |
| N O V E M B R O | 18      | Happy Feet 2                                    | Warner Bros.                              | George Miller (diretor/roteiro); Elijah Wood, Robin Williams, Brad Pitt, Matt Damon, Hank Azaria, Pink, Elizabeth Daily | [ 140 ] |
| N O V E M B R O | 18      | The Twilight Saga: Breaking Dawn: Part 1        | Summit Entertainment                      | Bill Condon (diretor); Melissa Rosenberg (roteiro); Kristen Stewart, Robert Pattinson, Taylor Lautner, Peter Facinelli, Ashley Greene, Kellan Lutz, Jackson Rathbone, Elizabeth Reaser, Nikki Reed, Billy Burke, Rami Malek, Maggie Grace, Mackenzie Foy, Tracey Heggins, Judi Shekoni, Omar Metwally, Andrea Gabriel, Angela Sarafyan, Marlene Barnes, Lisa Howard, Patrick Brennan, Noel Fisher, Guri Weinberg, Lee Pace, Toni Trucks, Bill Tangradi, Erik Odom, Valorie Curry, Joe Anderson, Olga Fonda, Janelle Froehlich, Masami Kosaka, Sebastiao Lemos, Amadou Ly, Ty Olsson, Wendell Pierce, Carolina Virguez | [ 141 ] |
| N O V E M B R O | 23      | Arthur Christmas                                | Columbia Pictures                         | Sarah Smith (diretor/roteiro); Barry Cook (diretor); Peter Baynham (roteiro); James McAvoy, Hugh Laurie, Jim Broadbent, Bill Nighy, Imelda Staunton, Ashley Jensen | [ 142 ] |
| N O V E M B R O | 23      | The Muppets                                     | Walt Disney Pictures                      | James Bobin (diretor); Jason Segel, Nicholas Stoller (roteiro); Jason Segel, Amy Adams, Chris Cooper, Rashida Jones, Alan Arkin, Jack Black, Billy Crystal, Zach Galifianakis, Kathy Griffin, Ricky Gervais, Emily Blunt | [ 143 ] |
| N O V E M B R O | 23      | Project X                                       | Warner Bros.                              | Nima Nourizadeh (diretor); Matt Drake, Michael Bacall (roteiro); Miles Teller, Oliver Cooper, Jonathan Daniel Brown, Kirby Bliss Blanton, Dax Flame, Nichole O'Connor, Thomas Mann, Alexis Knapp, Jillian Reynolds | [ 144 ] |
| D E Z E M B R O | 9       | Hugo                                            | Columbia Pictures / Warner Bros.          | Martin Scorsese (diretor); John Logan (roteiro); Ben Kingsley, Sacha Baron Cohen, Asa Butterfield, Chloe Moretz, Jude Law, Ray Winstone, Christopher Lee, Richard Griffiths, Emily Mortimer, Helen McCrory, Michael Stuhlbarg | [ 145 ] |
| D E Z E M B R O | 9       | New Year's Eve                                  | New Line Cinema                           | Garry Marshall (diretor); Katherine Fugate (roteiro); Ashton Kutcher, Robert De Niro, Lea Michele, Abigail Breslin, Hilary Swank, Michelle Pfeiffer, Josh Duhamel, Sofia Vergara, Jessica Biel, Sarah Jessica Parker, Katherine Heigl, Zac Efron, Sienna Miller, Ice Cube, Seth Meyers, Alyssa Milano, Halle Berry, Carla Gugino | [ 146 ] |
| D E Z E M B R O | 16      | Alvin and the Chipmunks 3: Chipwrecked          | 20th Century Fox                          | Mike Mitchell (diretor); Jason Lee, Evan Rachel Wood, Zachary Levi, Justin Long, Matthew Gray Gubler, Jesse McCartney, Christina Applegate, Anna Faris, Amy Poehler | [ 147 ] |
| D E Z E M B R O | 16      | Mission: Impossible - Ghost Protocol            | Paramount Pictures / Bad Robot            | Brad Bird (diretor); Josh Applebaum, Andre Nemec (roteiro); Tom Cruise, Ving Rhames, Jeremy Renner, Josh Holloway, Simon Pegg, Paula Patton, Mikael Nyqvist, Léa Seydoux, Anil Kapoor, Vladimir Mashkov | [ 148 ] |
| D E Z E M B R O | 16      | Sherlock Holmes: A Game of Shadows              | Warner Bros.                              | Guy Ritchie (diretor); Kieran Mulroney, Michele Mulroney (roteiro); Robert Downey, Jr., Jude Law, Rachel McAdams, Jared Harris, Stephen Fry, Eddie Marsan, Noomi Rapace, Gilles Lellouche | [ 149 ] |
| D E Z E M B R O | 21      | The Girl with the Dragon Tattoo                 | Columbia Pictures                         | David Fincher (diretor); Steve Zaillian (roteiro); Daniel Craig, Rooney Mara, Stellan Skarsgard, Robin Wright Penn, Christopher Plummer, Max von Sydow, Joely Richardson, Steven Berkoff, David Dencik, Alexandra Daddario, Goran Visnjic | [ 150 ] |
| D E Z E M B R O | 23      | The Adventures of Tintin: Secret of the Unicorn | Paramount Pictures / Columbia Pictures    | Steven Spielberg (diretor); Steven Moffat, Edgar Wright, Joe Cornish (roteiro); Jamie Bell, Daniel Craig, Andy Serkis, Simon Pegg, Nick Frost, Gad Elmaleh, Toby Jones, Mackenzie Crook | [ 151 ] |
| D E Z E M B R O | 23      | We Bought a Zoo                                 | 20th Century Fox                          | Cameron Crowe (diretor); Aline Brosh McKenna (roteiro); Matt Damon, Thomas Haden Church, Scarlett Johansson, John Michael Higgins, Colin Ford, Angus MacFadyen | [ 152 ] |
| D E Z E M B R O | 28      | War Horse                                       | DreamWorks Pictures                       | Steven Spielberg (diretor); Lee Hall, Richard Curtis (roteiro); David Thewlis, Benedict Cumberbatch, Jeremy Irvine, Emily Watson, Peter Mullan, Stephen Graham, Nicolas Bro, David Kross, Patrick Kennedy, Tom Hiddleston | [ 153 ] |

## Mortes
| Mês       | Dia | Nome                 | Idade | País           | Função                                | Principais filmes |
| Janeiro   | 2   | Anne Francis         | 80    | Estados Unidos | Atriz                                 | Forbidden Planet • Bad Day at Black Rock • Blackboard Jungle • Battle Cry • Hook, Line & Sinker • Funny Girl |
| Janeiro   | 2   | Pete Postlethwaite   | 64    | Reino Unido    | Ator                                  | In the Name of the Father • Dragonheart • The Lost World: Jurassic Park • The Usual Suspects • Inception • The Last of the Mohicans • Amistad • Brassed Off • James and the Giant Peach • The Shipping News • The Constant Gardener • Clash of the Titans • Romeo + Juliet • The Town • The Omen • Alien 3 • Æon Flux • The Serpent's Kiss • Dark Water • Hamlet |
| Janeiro   | 2   | Patricia Smith       | 80    | Estados Unidos | Atriz                                 | A Águia Solitária • The Bachelor Party • Mad City • Save the Tiger |
| Janeiro   | 3   | Yosef Shiloach       | 69    | Israel         | Ator                                  | Hagiga B'Snuker • Alex Holeh Ahavah • I Love You Rosa |
| Janeiro   | 3   | Fadil Hadžić         | 88    | Croácia        | Diretor, roteirista                   | Abeceda straha |
| Janeiro   | 3   | Jill Haworth         | 65    | Reino Unido    | Atriz                                 | Exodus • In Harm's Way • The Cardinal |
| Janeiro   | 9   | Peter Yates          | 81    | Reino Unido    | Diretor                               | Bullitt • The Hot Rock • The Friends of Eddie Coyle • Breaking Away • The Deep • The Dresser • Krull |
| Janeiro   | 11  | David Nelson         | 74    | Estados Unidos | Ator, Diretor, Produtor               | Cry-Baby • Peyton Place • Up in Smoke • -30- |
| Janeiro   | 15  | Susannah York        | 72    | Reino Unido    | Actriz                                | Tom Jones • A Man for All Seasons • The Killing of Sister George • Battle of Britain • They Shoot Horses, Don't They? • Jane Eyre (filme de 2011) • Images (filme) • Superman • A Christmas Carol |
| Janeiro   | 16  | Miguel Ángel Álvarez | 82    | Porto Rico     | Ator, Diretor, Comediante             | The Crime of Father Amaro • El Fondo del Mar • Maldeamores |
| Janeiro   | 21  | Theoni V. Aldredge   | 82    | Grécia         | Figurinista                           | The Great Gatsby • Network • The Cheap Detective • Eyes of Laura Mars • The Rose • Annie • Moonstruck • The Mirror Has Two Faces |
| Janeiro   | 24  | Bernd Eichinger      | 61    | Alemanha       | Produtor                              | The NeverEnding Story • Resident Evil • Fantastic Four |
| Janeiro   | 27  | Charlie Callas       | 83    | Estados Unidos | Ator                                  | Silent Movie • Pete's Dragon |
| Janeiro   | 30  | John Barry           | 77    | Reino Unido    | Compositor                            | From Russia with Love • The Lion in Winter • Midnight Cowboy • King Kong • Chaplin • Dances with Wolves • Out of Africa • Born Free • The Specialist • Octopussy • A View to a Kill • Diamonds Are Forever • Moonraker • Mary, Queen of Scots • Howard the Duck • The Black Hole                                                                                 |
| Fevereiro | 2   | Margaret John        | 84    | Reino Unido    | Atriz                                 | Run Fatboy Run • How Green Was My Valley |
| Fevereiro | 3   | Maria Schneider      | 58    | França         | Atriz                                 | Last Tango in Paris • The Passenger • Jane Eyre (filme de 1996) |
| Fevereiro | 4   | Lena Nyman           | 66    | Suécia         | Atriz                                 | 491 • I Am Curious (Yellow) • I Am Curious (Blue) • Release the Prisoners to Spring • The Adventures of Picasso • Autumn Sonata |
| Fevereiro | 4   | Tura Satana          | 72    | Japão          | Atriz                                 | Faster, Pussycat! Kill! Kill! • The Haunted World of El Superbeasto |
| Fevereiro | 10  | Bill Justice         | 97    | Estados Unidos | Animador                              | Fantasia • Bambi • The Three Caballeros • Alice in Wonderland • Peter Pan • A Symposium on Popular Songs |
| Fevereiro | 12  | Betty Garrett        | 91    | Estados Unidos | Atriz, Comediante, Dançarina, Cantora | Call Me Mister • Words and Music • On the Town • Take Me Out To The Ball Game • Neptune's Daughter • My Sister Eileen |
| Fevereiro | 12  | Kenneth Mars         | 75    | Estados Unidos | Ator                                  | The Producers • Butch Cassidy and the Sundance Kid • Fletch • Young Frankenstein • What's Up, Doc? • The Apple Dumpling Gang Rides Again • Yellowbeard • Radio Days • For Keeps • The Little Mermaid • We're Back! A Dinosaur's Story |
| Fevereiro | 13  | T. P. McKenna        | 81    | Reino Unido    | Ator                                  | Straw Dogs • The Libertine • Shake Hands with the Devil • Silver Dream Racer • Britannia Hospital |
| Fevereiro | 14  | David F. Friedman    | 87    | Estados Unidos | Produtor                              | Blood Feast • Love Camp 7 • Ilsa, She Wolf of the SS |
| Fevereiro | 16  | Len Lesser           | 88    | Estados Unidos | Ator                                  | Kelly's Heroes • The Outlaw Josey Wales • Ruby • Take This Job and Shove It |
| Fevereiro | 18  | Perry Moore          | 39    | Estados Unidos | Produtor                              | The Chronicles of Narnia • Lake City |